# Oleksandr Kolčynskyj
Alexandr Leonidovič Kolčinskij (rusky Александр Леонидович Колчинский, ukrajinsky Олександр Леонідович Колчинський; 20. února 1955 Kyjev, Sovětský svaz – 16. července 2002 Kyjev, Ukrajina) je bývalý sovětský zápasník, ukrajinského původu, reprezentant v zápase řecko-římském. V roce 1976 na olympijských hrách v Montrealu v kategorii nad 100 kg a v roce 1980 na hrách v Moskvě ve stejné kategorii vybojoval zlatou medaili.